# Храмцово (Смоленская область)
Храмцо́во — деревня в Смоленской области России, в Сафоновском районе. Население — 4 жителя (2007 год). Расположена в центральной части области в 12 км к востоку от города Сафонова, севернее автодороги М1 «Беларусь», на берегу реки Вержа. В 7 км к юго-западу от деревни железнодорожная станция Дурово на линии Москва — Минск. Входит в состав Дуровского сельского поселения.

## История
В годы Великой Отечественной войны деревня была оккупирована гитлеровскими войсками в сентябре 1941 года, освобождена в 1943 году..